# Kanton Sartilly
Der Kanton Sartilly war von 1790 bis 2015 ein französischer Kanton im Arrondissement Avranches, im Département Manche und in der Region Normandie; sein Hauptort war Sartilly. Der Kanton Sartilly hatte zum 1. Januar 2012 eine Einwohnerzahl von 7837.

## Gemeinden
Der Kanton bestand aus 13 Gemeinden:
| Gemeinde             | Einwohner Jahr | Fläche km² | Bevölkerungsdichte | Code INSEE | Postleitzahl |
| -------------------- | -------------- | ---------- | ------------------ | ---------- | ------------ |
| Angey                | 255 (2013)     | –          | – Einw./km²        | 50009      | 50530        |
| Bacilly              | 921 (2013)     | –          | – Einw./km²        | 50027      | 50530        |
| Carolles             | 788 (2013)     | –          | – Einw./km²        | 50102      | 50740        |
| Champcey             | 224 (2013)     | –          | – Einw./km²        | 50116      | 50530        |
| Champeaux            | 355 (2013)     | –          | – Einw./km²        | 50117      | 50530        |
| Dragey-Ronthon       | 807 (2013)     | –          | – Einw./km²        | 50167      | 50530        |
| Genêts               | 419 (2013)     | –          | – Einw./km²        | 50199      | 50530        |
| Jullouville          | 2.352 (2013)   | –          | – Einw./km²        | 50066      | 50610        |
| Lolif                | 552 (2013)     | –          | – Einw./km²        | 50276      | 50530        |
| Montviron            | 353 (2013)     | –          | – Einw./km²        | 50355      | 50530        |
| Saint-Jean-le-Thomas | 429 (2013)     | –          | – Einw./km²        | 50496      | 50530        |
| Saint-Pierre-Langers | 541 (2013)     | –          | – Einw./km²        | 50540      | 50530        |
| Sartilly-Baie-Bocage | 2.743 (2013)   | –          | – Einw./km²        | 50565      | 50530        |

Die Gemeinde Jullouville lag nur teilweise – mit dem Ortsteil Saint-Michel-des-Loups – im Kanton Sartilly. Angegeben ist hier aber die Gesamteinwohnerzahl. Die übrige Gemeinde gehörte zum Kanton Granville.